# College of William & Mary

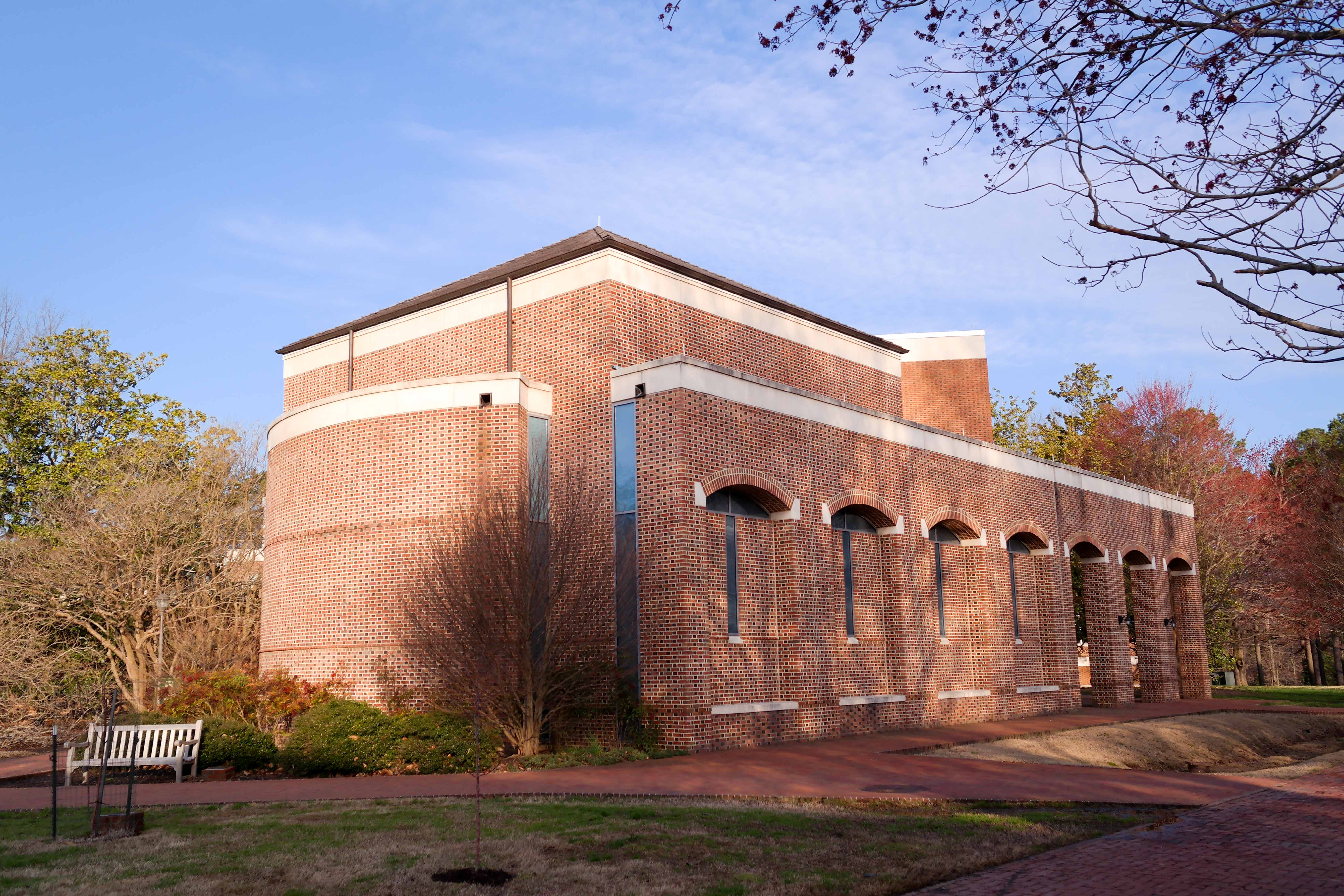
Budova tzv. malé fyzikální laboratoře

College of William & Mary je americká veřejná výzkumná univerzita ve Williamsburgu ve Virginii. Byla založena roku 1693 královskou listinou vydanou králem Vilémem III. Oranžským a královnou Marií II. Stuartovnou a je tak druhou nejstarší institucí vyššího vzdělávání ve Spojených státech (po Harvard University). 
Mezi absolventy univerzity patří například američtí prezidenti Thomas Jefferson, James Monroe a John Tyler, stejně jako řada dalších významných osob amerických dějin, včetně předsedy Nejvyššího soudu Johna Marshalla, předsedy Sněmovny reprezentantů Henry Claye a 16 signatářů americké deklarace nezávislosti.